# Acraea entoria
Acraea entoria är en fjärilsart som beskrevs av Jean Baptiste Godart 1819. Acraea entoria ingår i släktet Acraea och familjen praktfjärilar. Inga underarter finns listade i Catalogue of Life.